# Ontmoetingskerk (Oud-Vossemeer)
De Ontmoetingskerk is een Gereformeerd kerkgebouw in de tot de Zeeuwse gemeente Tholen behorende plaats Oud-Vossemeer, gelegen aan Hofstraat 21.

## Geschiedenis
In 1836 splitste de gereformeerde gemeente zich af van de Hervormde Kerk als Gereformeerde gemeente onder het Kruis. In 1869 werd het Christelijke Gereformeerde kerk en in 1892 werd het: Gereformeerde kerk Oud-Vossemeer.
In 1851 kerkte men in het Gebouw voor de Godsdiensten en in 1871 werd een eigen kerkgebouw aan de huidige Hofstraat, toen Achterstraat geheten, opgericht. Het was een zaalkerkje onder zadeldak met neoromaanse stijlkenmerken en een dakruitertje.
Het gebouw werd in 1975 gesloopt om plaats te maken voor nieuwbouw, die in 1976 in gebruik kon worden genomen. In 2004 volgde het fusieproces tot PKN.

## Gebouw
Het huidige kerkgebouw heeft een vierkante plattegrond en wordt gedekt door een tentdak. Op het hoogste punt bevindt zich een klein torenachtig bouwseltje.
De kerk heeft een klein orgel dat in 1977 werd geplaatst en enkele jaren daarvoor werd gebouwd door de firma De Jongh.